# Gołąbeczek malutki
Gołąbeczek malutki, gołąbek malutki (Columbina passerina) – gatunek małego ptaka z rodziny gołębiowatych (Columbidae).
WyglądDługość ciała 15–18 cm, masa ciała 28–40 g. Mniejszy od szpaka. Samiec – szaro-brązowy, czarne plamy na pokrywach skrzydłowych. Kiedy leci, widać rdzawe lotki I rzędu. Ogon jest krótki, zaokrąglony, czarnobrązowy, z wąskimi białymi rogami. Nogi pomarańczoworóżowe, dziób także pomarańczowy z różowym odcieniem i czarną końcówką. Samice oraz młode – jaśniejsze od samca, bardziej szare, mają mniej plamek.
Zasięg, środowiskoCzęsto spotykany na otwartych terenach, w różnych środowiskach, od obrzeży lasu po pola oraz ogrody. Występuje od Bermudów i południa Stanów Zjednoczonych, na południe przez Amerykę Środkową do północnej i wschodniej części Ameryki Południowej.
ZachowanieSpłoszony odlatuje zygzakiem, gwałtownie uderzając skrzydłami; po chwili ląduje na ziemi.
PodgatunkiMiędzynarodowy Komitet Ornitologiczny (IOC) wyróżnia aż 18 podgatunków C. passerina:
- C. p. passerina (Linnaeus, 1758) – południowo-wschodnie USA
- C. p. pallescens (Baird, SF, 1860) – południowo-zachodnie USA do Gwatemali i Belize
- C. p. socorroensis (Ridgway, 1887) – wyspa Socorro (u wybrzeży zachodniego Meksyku)
- C. p. neglecta (Carriker, 1910) – Honduras do Panamy
- C. p. bahamensis (Maynard, 1887) – Bahamy i Bermudy
- C. p. exigua (Riley, 1905) – wyspy Wielka Inagua (południowe Bahamy) i Mona (Portoryko)
- C. p. insularis (Ridgway, 1888) – Kuba, Haiti i Kajmany; obejmuje proponowany podgatunek navassae
- C. p. umbrina Buden, 1985 – Tortuga (u północno-zachodniego wybrzeża Haiti)
- C. p. jamaicensis (Maynard, 1899) – Jamajka
- C. p. portoricensis (Lowe, 1908) – Portoryko (oprócz wyspy Mona) i Wyspy Dziewicze (oprócz Saint Croix)
- C. p. nigrirostris (Danforth, 1935) – Saint Croix (północne Małe Antyle)
- C. p. trochila (Bonaparte, 1855) – Martynika (Małe Antyle)
- C. p. antillarum (Lowe, 1908) – południowe Małe Antyle
- C. p. albivitta (Bonaparte, 1855) – północna Kolumbia, północna Wenezuela, Antyle Holenderskie i Trynidad
- C. p. parvula (Todd, 1913) – środkowa Kolumbia
- C. p. nana (Todd, 1913) – zachodnia Kolumbia
- C. p. quitensis (Todd, 1913) – środkowy Ekwador
- C. p. griseola Spix, 1825 – południowa Wenezuela po Gujanę, Surinam, Gujanę Francuską i wschodnią Brazylię

StatusMiędzynarodowa Unia Ochrony Przyrody (IUCN) uznaje gołąbeczka malutkiego za gatunek najmniejszej troski (LC – Least Concern) nieprzerwanie od 1988 roku. Trend liczebności populacji uznaje się za spadkowy.